# Kanał Zaborowski
Kanał Zaborowski – kanał odwadniający wschodnią część południowego pasa bagiennego Kampinoskiego Parku Narodowego.
Kanał o długości 13 km posiada dorzecze o powierzchni 193,4 km². Rozpoczyna się na wschodzie w Zaborowie Leśnym, skąd płynie dalej przez Kalisko, wieś Ławy, uroczyska Babia Łąka i Debły oraz Roztokę do Łasicy, do której uchodzi w miejscu zwanym Prusakowe, na południe od Dąbrowy Nowej.
W rejonie Zaborowa Leśnego kanał łączy się z innymi kanałami i ciekami wodnymi wpadającymi do Lipkowskiej Wody i Strugi, biorących swój początek na wysokim tarasie w rejonie Mościsk i Starych Babic.
Prace nad kanałem rozpoczęto w 1868 roku i zakończono dopiero w latach 70. XX wieku. W rejonie Roztoki kanał poprowadzony naturalną doliną przełomową i przekopano stare koryto, za Roztoką kanał przechodzi przez północny pas bagienny Puszczy Kampinoskiej.